# Мейер, Борис Иванович
Борис Иванович Мейер (Мерцалов) (23 декабря 1888, Гродненская губерния — не ранее 1934 года, Польша) — российский военный лётчик, участник Первой мировой и Гражданской войны, поручик РИА, подполковник армии Колчака, кавалер семи боевых наград, в том числе ордена Святого Георгия 4-й степени и Георгиевского оружия.

## Биография
Борис Иванович Мейер (в некоторых документах — Майер) родился 23 декабря 1888 года в Гродненской губернии. Отец — надворный советник. Среднее образование получил в Белостокском реальном училище. Поступил в Санкт-Петербургский политехнический институт. «За участие в студенческих волнениях» из института отчислен в 1907 году. Через год был восстановлен в ППИ, (ЦГИА СПб, ф. 478, Оп. 3 д. 4273). С сентября 1911 по сентябрь 1912 года отбывал воинскую повинность вольноопределяющимся в 5-й воздухоплавательной роте. Уволен в запас прапорщиком инженерных войск. Вернулся в Политехнический институт, который окончил в 1913 году. Ещё будучи студентом прошёл подготовку на Теоретических авиационных курсах при своём вузе. 29 октября 1914 года окончил Гатчинскую авиационную школу и в звании военного лётчика был направлен на фронт в 24-й корпусной авиационный отряд. За удачную разведку и фотосъемку австро-венгерской крепости Перемышль в феврале 1915 года был награждён орденом Святого Георгия 4-й степени. Переведён в Кавказскую армию в 3-й Кавказский авиационный отряд, затем командирован в 3-й Сибирский корпусной авиационный отряд. Воевал на турецком фронте. Неоднократно отличался при разведке неприятельских позиций, особо отличившись при подготовке и при проведении Эрзурумской операции. Во время многочасового разведывательного полёта турецких позиций на южном берегу Аракса самолёт Мейера был подбит, сам пилот получил контузию, но сумел посадить повреждённую машину на свой аэродром и доставить разведданные. Награждён Георгиевским оружием. 12.01.1916 года во время разведки Девебойнских позиций в районе крепости Эрзерум разрывом шрапнели был контужен вторично. 12 ноября 1916 года Николай II удовлетворил просьбу Бориса Мейера и подписал высочайшее разрешение на замену немецкой фамилии Мейер на славянскую Мерцалов. В декабре 1916 года Борису Иванович Мерцалову присвоено звание поручика.
В сентябре 1917 года поручик Мерцалов направлен в Одесскую авиационную школу для освоения новых видов самолётов. С января 1918 года Мерцалов лётчик особой роты по защите Одесского порта. Призван в РККА в июне 1918 года. Направлен в Саратовскую авиационную группу в должности командира. В сентябре 1918 года, «как украинский гражданин» из рядов РККА уволен. Жил в городе Бузулук, где в июле 1919 года был арестован по обвинению «в контрреволюции и попытке перейти в армию Колчака посредством угона аэроплана». Особым отделом ВЧК Восточного фронта был оправдан и выпущен на свободу. Не дожидаясь следующих арестов, перебежал на сторону белых и примкнул к Колчаковской армии. Получил чин подполковника. После разгрома Белого движения эмигрировал в Польшу. Сведения о дальнейшей судьбе разнятся. По одним данным Борис Иванович Мейер-Мерцалов в 1934 году покончил с собой в Польше, по другим — умер в Вене в 1943 году.

## Награды
- 14.10.1915 г. Орден Святой Анны 3-й степени с мечами и бантом.
- 05.01.1916 г. Орден Святого Станислава 3-й степени с мечами и бантом «За разведку и бомбометание 10 февраля 1915 года»
- 25.04.1916 г. Орден Святого Георгия 4-й степени «за то, что во время отважных полётов 11-го, 12-го, 14-го и 15-го февраля 1915 года над укреплениями северного фронта крепости Перемышль, лично управляя аппаратом и снижаясь до высоты всего 1000—750 метров, под жестоким артиллерийским, ружейным и пулемётным огнём произвёл съёмку неприятельских укреплений и устроенных перед ними препятствий и проходов, обнаружив при этом ряд новых укреплений, и сделал фотографические снимки позиции противника».
- 16.12.1916 г. Орден Святого Владимира 4-й степени с мечами и бантом.
- 25.12.1916 г. Орден Святой Анны 4-й степени с надписью «За храбрость».
- 09.06.1917 г. Орден Святой Анны 2-й степени с мечами.
- 28.06.1916 г. Георгиевское оружие «за то, что 3-го января 1916 года, получив приказание произвести разведку района юного берега Аракса, пролетев за линию расположения противника, с полной определённостью, в течение более 3-х часов, выяснил, под неприятельским огнем, местонахождение и количество пехотных сил и расположение артиллерии, нанес полученные данные на имевшуюся карту и своевременным доставлением этих сведений дал возможность сообразовать наши дальнейшие действия с полученными указаниями и овладеть горою Тык-даг, являвшейся ключом к правому флангу расположения турок, причем сам был контужен, а аппарат сильно повреждён неприятельскими выстрелами».
- 01.09.1917 г. Английский орден «Военный крест».